# Молодіжненська селищна рада (Долинський район)
Молоді́жненська се́лищна ра́да — адміністративно-територіальна одиниця та орган місцевого самоврядування в Долинському районі Кіровоградської області. Адміністративний центр — селище міського типу Молодіжне.

## Загальні відомості
- Населення ради: 1269 осіб (станом на 2015 рік)

## Населені пункти
Селищній раді підпорядковані населені пункти:
- смт Молодіжне

## Склад ради
Рада складається з 16 депутатів та голови.
- Голова ради: Осадчук Любов Борисівна
- Секретар ради: Коноваленко Оксана Володимирівна

### Керівний склад попередніх скликань
| Прізвище, ім'я, по батькові | Основні відомості                                                        | Дата обрання | Дата звільнення |
| --------------------------- | ------------------------------------------------------------------------ | ------------ | --------------- |
| Олійник Валерій Якович      | Селищний голова, 1950 року народження, безпартійний                      | 26.03.2006   | 31.10.2010      |
| Осадчук Любов Борисівна     | Селищний голова, 1966 року народження, освіта вища, член Народної партії | 31.10.2010   |                 |

Примітка: таблиця складена за даними сайту Верховної Ради України

### Депутати
За результатами місцевих виборів 2010 року депутатами ради стали:

#### За суб'єктами висування
| Суб'єкт висування | Кількість обраних депутатів | %    |
| ----------------- | --------------------------- | ---- |
| Самовисування     | 10                          | 62,5 |
| Партія регіонів   | 4                           | 25   |
| Народна партія    | 2                           | 12,5 |

#### За округами
| № округу        | Прізвище, ім'я, по батькові        | Дата визнання обраним | Освіта  | Партійна приналежність | Відомості про обраного депутата                       |
| --------------- | ---------------------------------- | --------------------- | ------- | ---------------------- | ----------------------------------------------------- |
| Народна Партія  |                                    |                       |         |                        |                                                       |
| 7               | Вітренко Валентина Василівна       | 04.11.2010            | вища    | член Народної партії   | КП «Молодіжненська ВКС», бухгалтер                    |
| 13              | Коноваленко Оксана Володимирівна   | 04.11.2010            | вища    | член Народної партії   | Молодіжненська селищна рада, секретар                 |
| Партія регіонів |                                    |                       |         |                        |                                                       |
| 4               | Короленко Тетяна Василівна         | 04.11.2010            | середня | член Партії регіонів   | дошкільний навчальний заклад «Вогник», сторож двірник |
| 6               | Фурса Жанна Вікторівна             | 04.11.2010            | середня | член Партії регіонів   | Молодіжненська селищна рада, бібліотекар              |
| 9               | Сметана Світлана Миколаївна        | 04.11.2010            | середня | член Партії регіонів   | пенсіонер                                             |
| 12              | Романюк Наталія Іванівна           | 04.11.2010            | середня | член Партії регіонів   | відділ військового обліку, інспектор                  |
| Самовисування   |                                    |                       |         |                        |                                                       |
| 1               | Корж Сергій Вікторович             | 04.11.2010            | середня | позапартійний          | приватний підприємець                                 |
| 2               | Клюйко Оксана Леонідівна           | 04.11.2010            | середня | позапартійна           | Молодіжненська лікарня, старша медична сестра         |
| 3               | Татарчук Людмила Євгеніївна        | 04.11.2010            | середня | позапартійна           | тимчасово не працює                                   |
| 5               | Шестакова Тетяна Миколаївна        | 04.11.2010            | середня | позапартійна           | Молодіжненська селищна рада, землевпорядник           |
| 8               | Вовк Любов Володимирівна           | 04.11.2010            | вища    | позапартійна           | Молодіжненська лікарня, педіатр                       |
| 10              | Шукайло Олександр Вікторович       | 04.11.2010            | вища    | позапартійний          | Молодіжненська загальноосвітня школа, вчитель         |
| 11              | Слободянюк Олександр Володимирович | 04.11.2010            | середня | позапартійний          | тимчасово не працює                                   |
| 14              | Кондратенко Володимир Романович    | 04.11.2010            | середня | позапартійний          | КП «Молодіжненське ВКС», майстер                      |
| 15              | Степаненко Тетяна Миколаївна       | 04.11.2010            | середня | позапартійна           | приватний підприємець                                 |
| 16              | Шпилька Олександр Павлович         | 04.11.2010            | вища    | позапартійний          | пенсіонер                                             |